# Riley Reid
Ashley Mathews, ismertebb nevén Riley Reid (Miami Beach, Florida, USA, 1991. július 9. –) amerikai pornószínésznő. Rövid ideig sztriptíztáncosnőként dolgozott, mielőtt 2010-ben, 19 éves korában belépett volna a felnőttfilmes iparba. Azóta számos díjat nyert, köztük a 2016-os AVN-díjat az év női előadójaként.

## Karrier
2011-ben kezdte a felnőttfilmes karrierjét, és kezdetben a Paige Riley művésznevet használta. Több díjat is nyert.

## Magánélet
Reid  Ashley Mathews néven született, Floridában. Beszélt arról, hogy szakmája miatt internetes zaklatás áldozata lett , és a The Daily Star-nak adott interjúban elmondta, hogy "ez nagyon megnehezíti a randevúkat, nagyon megnehezíti a családi életedet, megnehezíti az intimitást ... te kiteszed magad, és a világ most ítélkezik feletted ... rendben kell lenned azzal, ha életed minden napján megszégyenítenek ". 
Azt is elmondta, hogy nem hajlandó gyermekeket szülni, mert attól fél, hogy munkája miatt kortársaik zaklatni fogják őket. Nemrég azonban született egy gyereke.

## Díjak és jelölések
AVN Awards
| Év   | Eredmény | Díj | Film                                    |
| ---- | -------- | --- | --------------------------------------- |
| 2013 | jelölés  | Best All-Girl Group Sex Scene (with Ashley Jane and Leilani Leeane)                                                                      | Revenge of the Petites                  |
| 2013 | jelölés  | Best Boy/Girl Sex Scene (with Voodoo) | Ultimate Fuck Toy: Riley Reid           |
| 2013 | jelölés  | Best POV Sex Scene (with Lily Carter and Jules Jordan)                                                                                   | Ultimate Fuck Toy: Riley Reid           |
| 2013 | jelölés  | Best New Starlet | N/A                                     |
| 2014 | jelölés  | Best All-Girl Group Sex Scene (with Cici Rhodes, Jodi Taylor, Lotus Rain and Melody Jordan)                                              | The Seduction of Riley Reid             |
| 2014 | nyert    | Best Boy/Girl Sex Scene (with Mandingo)                                                                                                  | Mandingo Massacre 6                     |
| 2014 | nyert    | Best Girl/Girl Sex Scene (with Remy LaCroix)                                                                                             | Girl Fever                              |
| 2014 | jelölés  | Best Group Sex Scene (with Anikka Albrite, Ashley Fires, Dillion Harper, Anthony Surage, Manuel Ferrara, Mischa Brooks and Remy LaCroix) | Manuel Ferrara's Reverse Gangbang       |
| 2014 | jelölés  | Best Oral Sex Scene (with Anikka Albrite)                                                                                                | American Cocksucking Sluts 3            |
| 2014 | jelölés  | Best POV Sex Scene (with Xander Corvus)                                                                                                  | Schoolgirl POV 9                        |
| 2014 | jelölés  | Best Tease Performance | Best New Starlets 2013                  |
| 2014 | jelölés  | Best Three-Way Sex Scene – Boy/Boy/Girl (with Lexington Steele and Prince Yahshua)                                                       | Lex Poles Little Holes                  |
| 2014 | nyert    | Best Three-Way Sex Scene – Girl/Girl/Boy (with Manuel Ferrara and Remy LaCroix)                                                          | Remy 2                                  |
| 2014 | jelölés  | Female Performer of the Year | N/A                                     |
| 2015 | jelölés  | Best Boy/Girl Sex Scene (with Ramon Nomar)                                                                                               | Sweet Petite                            |
| 2015 | jelölés  | Best Solo/Tease Performance | Sweet Petite                            |
| 2015 | jelölés  | Best Oral Sex Scene | Cum Crossfire                           |
| 2015 | jelölés  | Best Three-Way Sex Scene – Girl/Girl/Boy (with James Deen and Sara Luvv)                                                                 | Oil Overload 11                         |
| 2015 | jelölés  | Female Performer of the Year | N/A                                     |
| 2015 | jelölés  | Best Porn Star Website | RileyReid.com                           |
| 2016 | jelölés  | Best All-Girl Group Sex Scene (with Aidra Fox and Remy LaCroix)                                                                          | Meet Aidra Fox                          |
| 2016 | nyert    | Best Anal Sex Scene (with Mick Blue) | Being Riley                             |
| 2016 | nyert    | Best Double Penetration Sex Scene (with Erik Everhard and James Deen)                                                                    | Being Riley                             |
| 2016 | nyert    | Best Girl/Girl Sex Scene (with Aidra Fox)                                                                                                | Being Riley                             |
| 2016 | jelölés  | Best Group Sex Scene (with Prince Yahshua, Richelle Ryan, Summer Brielle, Valentina Nappi and Veruca James)                              | Prince the Punisher                     |
| 2016 | jelölés  | Best Solo/Tease Performance | Bush 4                                  |
| 2016 | jelölés  | Best Three-Way Sex Scene – Boy/Boy/Girl (with Jon Jon and Nat Turnher)                                                                   | Interracial Ambush                      |
| 2016 | jelölés  | Best Three-Way Sex Scene – Girl/Girl/Boy (with Romi Rain and Xander Corvus)                                                              | My Sinful Life                          |
| 2016 | nyert    | Female Performer of the Year | N/A                                     |
| 2016 | nyert    | Favorite Female Performer (Fan Award) | N/A                                     |
| 2016 | nyert    | Social Media Star (Fan Award) | N/A                                     |
| 2017 | jelölés  | Best All-Girl Group Sex Scene (with Dani Daniels and Skin Diamond)                                                                       | Ghostbusters XXX Parody                 |
| 2017 | jelölés  | Best Anal Sex Scene (with Joss Lescaf)                                                                                                   | Latin Asses 2                           |
| 2017 | nyert    | Best Girl/Girl Sex Scene (with Reena Sky)                                                                                                | Missing: A Lesbian Crime Story          |
| 2017 | jelölés  | Best Oral Sex Scene (with Veronica Rodriguez)                                                                                            | Supergirl XXX: An Axel Braun Parody     |
| 2017 | jelölés  | Best Star Showcase | Riley Reid: Overexposed                 |
| 2017 | jelölés  | Best Three-Way Sex Scene – Boy/Boy/Girl (with Ryan McLane and Ryan Ryder)                                                                | Suicide Squad XXX: An Axel Braun Parody |
| 2017 | jelölés  | Best Three-Way Sex Scene – Girl/Girl/Boy (with Melissa Moore and Keiran Lee)                                                             | Swingers Getaway                        |
| 2017 | nyert    | Favorite Female Performer (Fan Award) | N/A                                     |
| 2017 | nyert    | Social Media Star (Fan Award) | N/A                                     |
| 2018 | jelölt   | Best All-Girl Group Sex Scene (with Adriana Chechik and Veronica Rodriguez)                                                              | Performers of the Year 2017             |
| 2018 | jelölt   | Best Boy/Girl Sex Scene (with Ryan Madison)                                                                                              | 2:27:48 Real Time Sex                   |
| 2018 | jelölt   | Best Double-Penetration Sex Scene (with Bill Bailey and James Deen)                                                                      | Riley's Birthday Wish                   |
| 2018 | jelölt   | Best Solo/Tease Performance | Riley's Birthday Wish                   |
| 2018 | jelölt   | Best Girl/Girl Sex Scene (with Kendra Sunderland)                                                                                        | Unexpected Feelings                     |
| 2018 | jelölt   | Best Group Sex Scene (with John Strong, Mick Blue, Chad Alva, Xander Corvus, Jessy Jones, Filthy Rich, Markus Dupree and Small Hands)    | The Gangbang of Riley Reid              |
| 2018 | jelölt   | Best Star Showcase | The Gangbang of Riley Reid              |
| 2018 | jelölt   | Best Group Sex Scene (with Abella Danger, August Ames, Jean Val Jean and Mick Blue)                                                      | Young & Beautiful 3                     |
| 2018 | nyert    | Best Three-Way Sex Scene – Girl/Girl/Boy (with Megan Rain and Mick Blue)                                                                 | Young & Beautiful 3                     |
| 2018 | jelölt   | Female Performer of the Year | N/A                                     |
| 2018 | nyert    | Social Media Star (Fan Award) | N/A                                     |